# نظام غذائي والسمنة
الأنظمة الغذائية تلعب دورًا اساسيًا في إصابة أي فرد بمرض السمنة، كما أن الإختيارات الشخصية والإعلانات والعادات الإجتماعية والتأثيرات الثقافية وأيضًا الطعام المتاح والأسعار يحدد ماذا يأكل الفرد وكميته.

## إمدادات الطاقة الغذائية

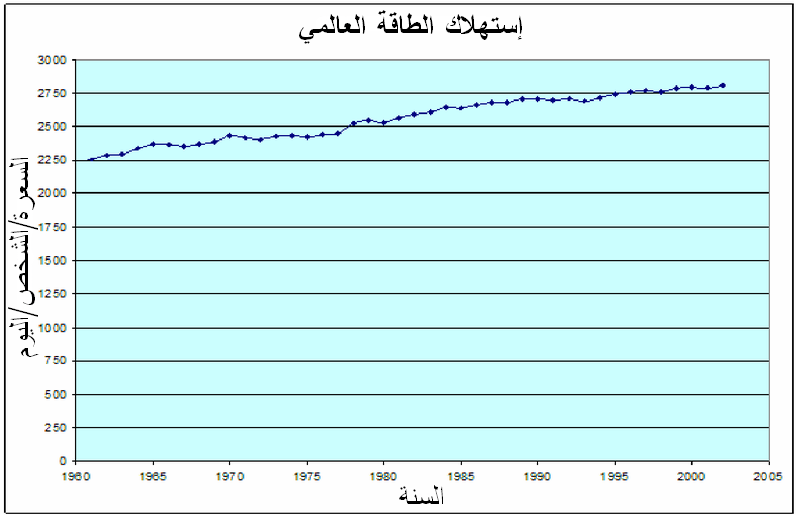
متوسط نصيب الفرد من استهلاك الطاقة في العالم من عام 1961 إلى عام 2002

الطعام الذي يمد الفرد بالطاقة هو الطعام الذي يمكن للبشر استهلاكه والذي يقاس بالسعرات الحرارية من خلال استهلاك الفرد الواحد. حيث أن السعرات الحرارية هي تقدير مبالغ فيه للكمية الكلية المستهلكة من الطعام حيث أنها تعكس كلًا من الطعام المستهلك والمهدر. وتتنوع إمدادات الطاقة الغذائية من شخص إلي آخر باختلاف المناطق والبلاد، كما أن الأمر اختلف كثيرًا منذ بدايات السبعينيات وحتى أواخر التسعينيات، حيث ازداد معدل استهلاك الفرد في اليوم الواحد في كل أنحاء العالم ماعدا أوروبا الشرقية وبعض المناطق الأفريقية. كما وصل معدل استهلاك الفرد الأمريكي في عام 1996 إلى أعلى معدل استهلاك يومي وهو 3654 سعر حراري وزاد ذلك المعدل أيضًا في عام 2002 إلى 3770. وفي أواخر التسعينيات، كان معدل استهلاك الأوروبيون 3394 للشخص وفي المناطق النامية كان المعدل 2648 وفي صحراء أفريقيا وصل إلى 2176 للفرد الواحد.